# منتخب لاوس لاتحاد الرغبي
منتخب لاوس لاتحاد الرغبي هو ممثل لاوس الرسمي في المنافسات الدولية في اتحاد الرغبي
.